# チアゴ・ドス・サントス (1989年生のサッカー選手)
チアゴ・ドス・サントス（Thiago dos Santos、1989年9月5日 - ）は、ブラジル出身のプロサッカー選手。グレミオFBPA所属。ポジションはMF。

## クラブ経歴
2015年8月、SEパルメイラスに加入。
2019年12月、移籍金100万ドルでFCダラスに移籍。

## タイトル

### クラブ
SEパルメイラス
- カンピオナート・ブラジレイロ・セリエA: 2016, 2018